# Arrêt (droit)
Pour les articles homonymes, voir Arrêt.
L'arrêt est généralement, en droit, une décision juridictionnelle produite par une juridiction portant le nom de Cour telle qu'une cour supérieure ou d'appel, contrairement à de simples jugements, rendus le plus souvent par d'autres instances judiciaires et qui sont susceptibles d'appel en ladite cour supérieure ou d'appel. Sa définition peut, selon les juridictions, s'étendre au-delà des seules décisions d'appel. L'arrêt peut revêtir une importance particulière. Par exemple, parmi les décisions prises par la Cour suprême des États-Unis, certaines ont le rang d'arrêts,.

## Dans le monde
En France, l'arrêt est le jugement, au sens générique du terme, rendu par certaines juridictions seulement, comme le conseil d'État, les cours d'appel, la Cour de cassation, les cours d'assises ou encore la Cour des comptes.  
Au Canada, l'arrêt est la décision rendue par un tribunal d'appel ou par la Cour suprême du Canada. Les autres décisions sont appelées « jugements ».